# 안수찬
안수찬(영어: Ahn Soochan, 1972년 10월 27일 ~ )은 대한민국의 언론인이다. 1997년 한겨레에 입사하여 다양한 분야를 거쳤고 탐사보도팀 팀장, 한겨레21 편집장을 역임하였다.

## 경력
- 1997년 : 한겨레신문 민권사회부 기자
- 1999년 : 한겨레신문 스포츠레저부 기자
- 2000년 : 한겨레신문 민권사회부 기자
- 2001년 : 한겨레신문 여론매체부 기자
- 2002년 : 한겨레신문 정치부 기자
- 2008년 : 한겨레신문 편집국 문화부 기자
- 2008년 : 한겨레신문 미디어사업국 한겨레21부 사회팀 팀장
- 2011년 : 한겨레신문 편집국 탐사보도팀 팀장
- 2012년 : 한겨레신문 편집국 사회부 24시팀 팀장
- 2015년 : 한겨레신문 출판국 한겨레21부 편집장
- 2017년~2020년 : 한겨레신문 편집국 미래라이프 에디터

## 학력
- 2013년 : 고려대학교 대학원 언론학 박사
- 2008년 : 고려대학교 대학원 사회학 석사
- 1998년 : 고려대학교 사회학 학사
- 1991년 : 대구경원고등학교

## 저서
- 《기자, 그 매력적인 이름을 갖다》. 인물과사상사. 2006년. ISBN 9788959060382
- 《뉴스가 지겨운 기자》. 삼인. 2013년. ISBN 9788964360743

### 공저
- 박경서 등. 《인문학이 인권에 답하다》. 철수와영희. 2015년. ISBN 9788993463811
- 박재영 등. 《저널리즘의 지형》. 이채. 2016년. ISBN 9791185788081

## 수상
- 2009 한국기자상 기획보도 부문, <노동OTL 보관됨 2017-05-31 - 웨이백 머신[6]>